# Ernst Gelegs

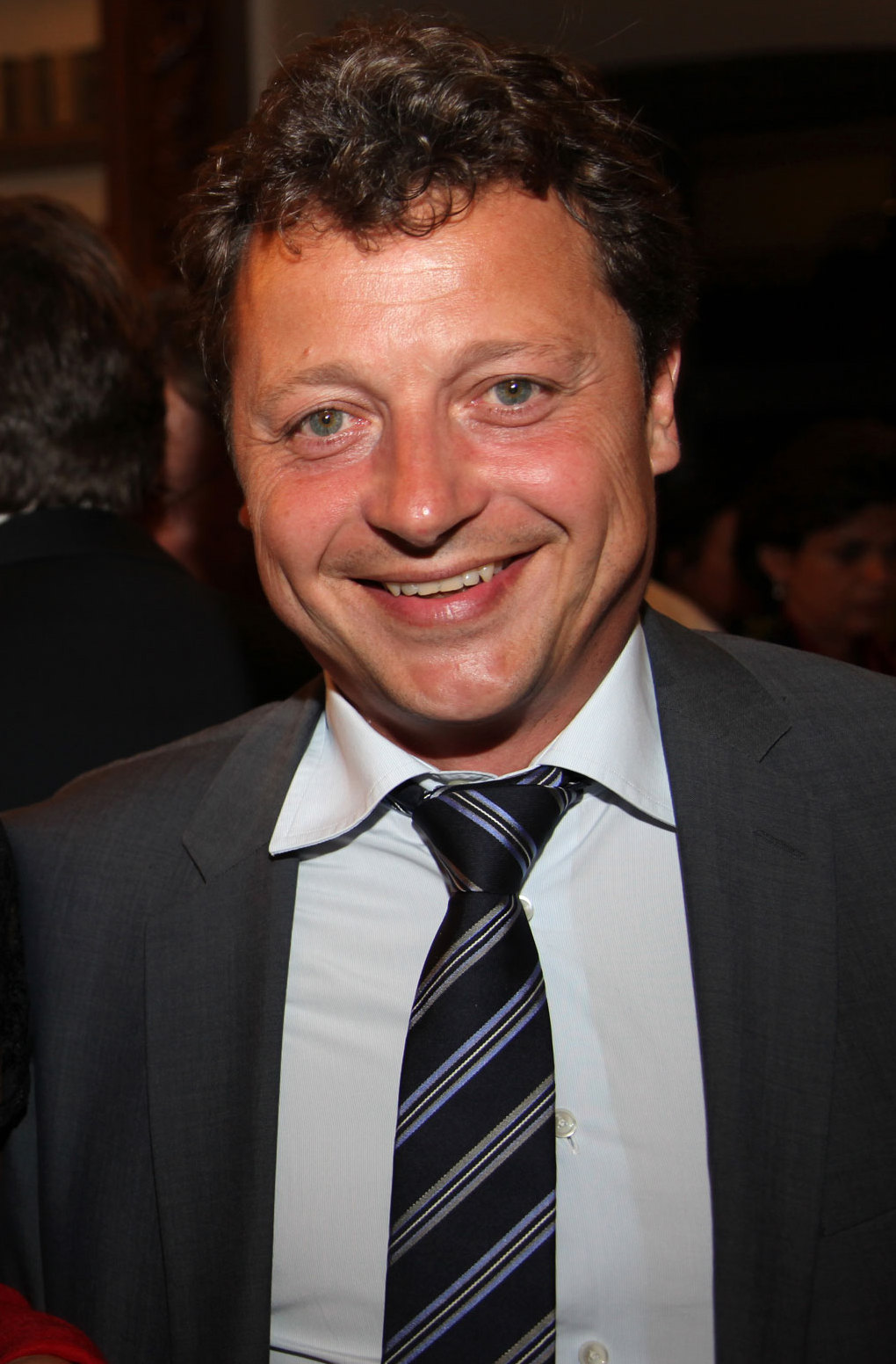
Ernst Gelegs (2010)

Ernst Gelegs (* 23. Dezember 1960 in Wien) ist ein österreichischer Journalist und seit 1999 ORF-Korrespondent in Budapest.

## Ausbildung
Er studierte Politikwissenschaften, Publizistik und Kommunikationswissenschaften an der Universität Wien.

## Beruf
Gelegs kam 1980 zum ORF und war zunächst in der Radio-Sportredaktion als Reporter und Moderator für die damalige Ö3-Sendung „Sport und Musik“ tätig. Von 1986 bis 1990 arbeitete er als Reporter im Landesstudio Niederösterreich. 1991 holte ihn der damalige Chefredakteur Horst Friedrich Mayer in die Zeit-im-Bild-Redaktion, wo er sich ausschließlich innenpolitischen Themen widmete.
Anfang 1996 machte die „Job-Rotation“ des damaligen Generaldirektors Gerhard Zeiler den „Innenpolitiker“ quasi über Nacht zum ORF Auslandskorrespondenten in London. Großbritannien stand 1996/97 mit Themen wie BSE (Mad-Cow-Disease), Unterhauswahlen mit Tony Blair als großem Sieger oder Unfalltod von Prinzessin Diana im Blickpunkt der Öffentlichkeit.
Ab 1998 war Gelegs im Rahmen der „Zeit im Bild“ als Reisekorrespondent tätig. Er gestaltete Reportagen und Live-Berichte aus insgesamt 20 Ländern, darunter aus Krisengebieten wie Irak, Syrien, oder Nordirland. Gelegs berichtete auch vom amerikanischen Flugzeugträger Theodore Roosevelt während des Afghanistan-Einsatzes im Oktober 2001.
Im Jahr 2000 baute er als Auslandskorrespondent das Büro Budapest auf, das heute unter seiner Leitung als Osteuropabüro des ORF dient. Von Budapest aus betreut der „echte Wiener“ (mit böhmischer Großmutter und ungarischen Wurzeln) die Länder Ungarn, Slowakei, Tschechien, Polen, Rumänien, Moldawien und Griechenland.

## Privat
Ernst Gelegs ist verheiratet und hat einen erwachsenen Sohn.

## Werke
- Schöne Grüße aus dem Orban-Land – Die rechte Revolution in Ungarn, Verlag Styria Premium, Wien 2013 (zusammen mit Roland Adrowitzer), ISBN 978-3-222-13414-2
- Liebe Mama, ich lebe noch! - Die Briefe des Frontsoldaten Leonhard Wohlschläger, Verlag Kremayr & Scheriau, Wien 2019, ISBN 978-3-218-01161-7